# پورفیریو آرماندو بتاتکورت
پورفیریو آرماندو بتاتکورت (اسپانیایی: Porfirio Armando Betancourt‎; ۱۰ اکتبر ۱۹۵۷ – ۲۸ ژوئیهٔ ۲۰۲۱) بازیکن فوتبال اهل هندوراس بود.
از باشگاه‌هایی که در آن بازی کرده‌است می‌توان به باشگاه فوتبال استراسبورگ اشاره کرد.
وی همچنین در تیم ملی فوتبال هندوراس بازی کرده‌است.